# 阿爾布鄉
59°09′04″N 25°40′01″E / 59.151°N 25.667°E
阿爾布鄉，曾是愛沙尼亞耶爾瓦縣的一個鄉村型市镇，位於該國中部，行政中心設於耶爾瓦-馬迪塞，面積257平方公里，2017年人口1118，人口密度每平方公里5.5人。
2017年爱沙尼亚行政改革后，阿爾布市镇与其他市镇一起合并为耶尔瓦市镇。

## 当地风光

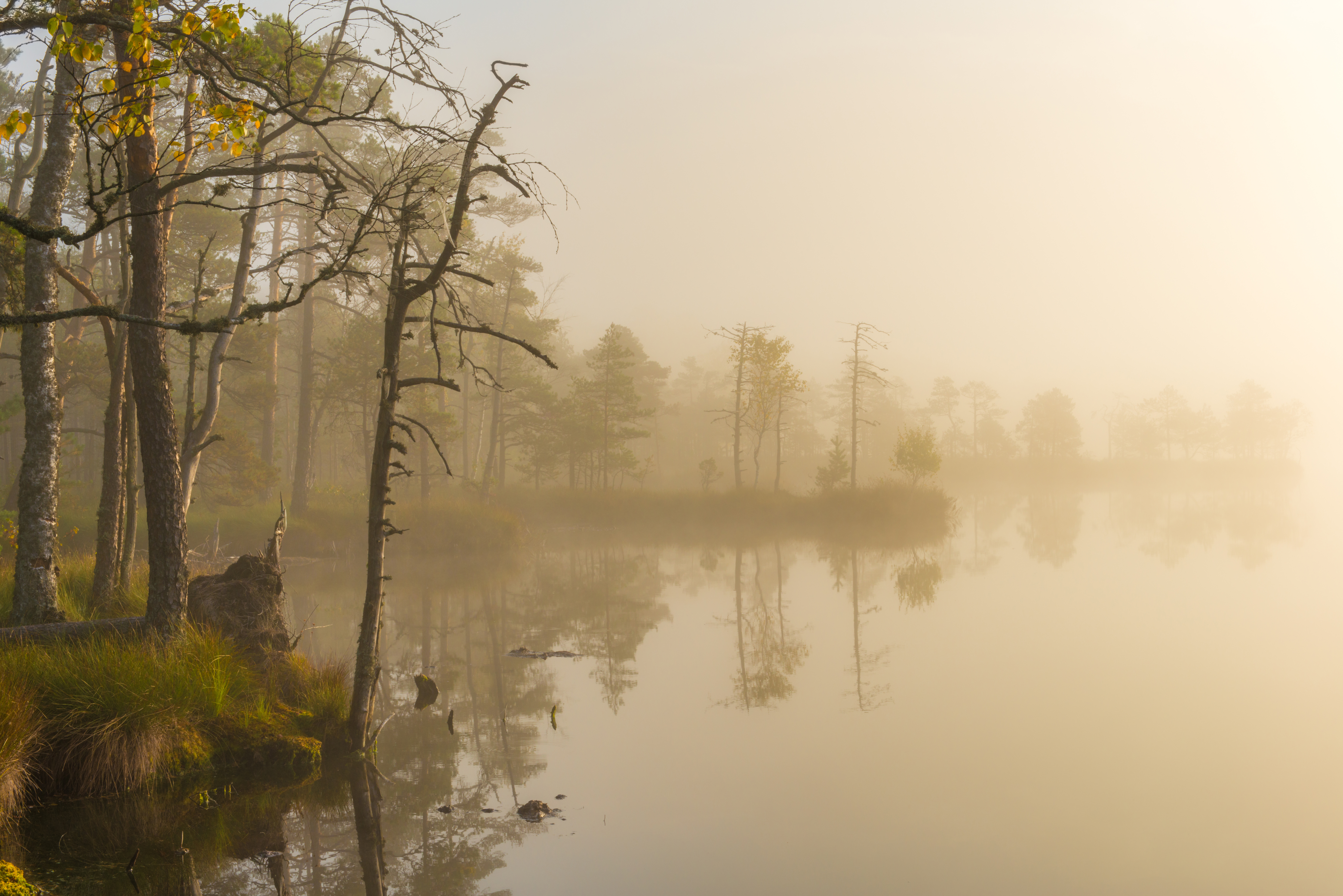
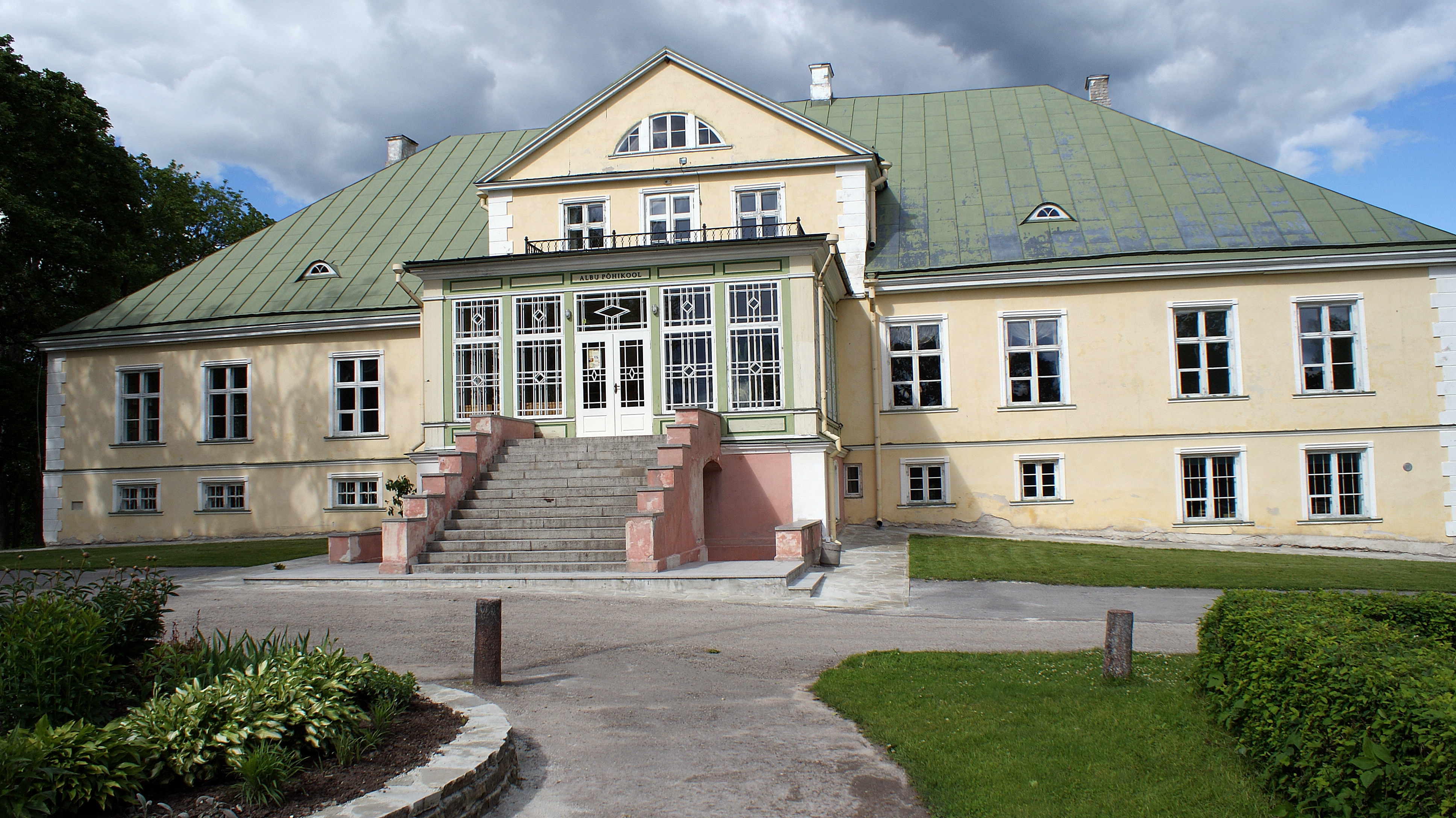
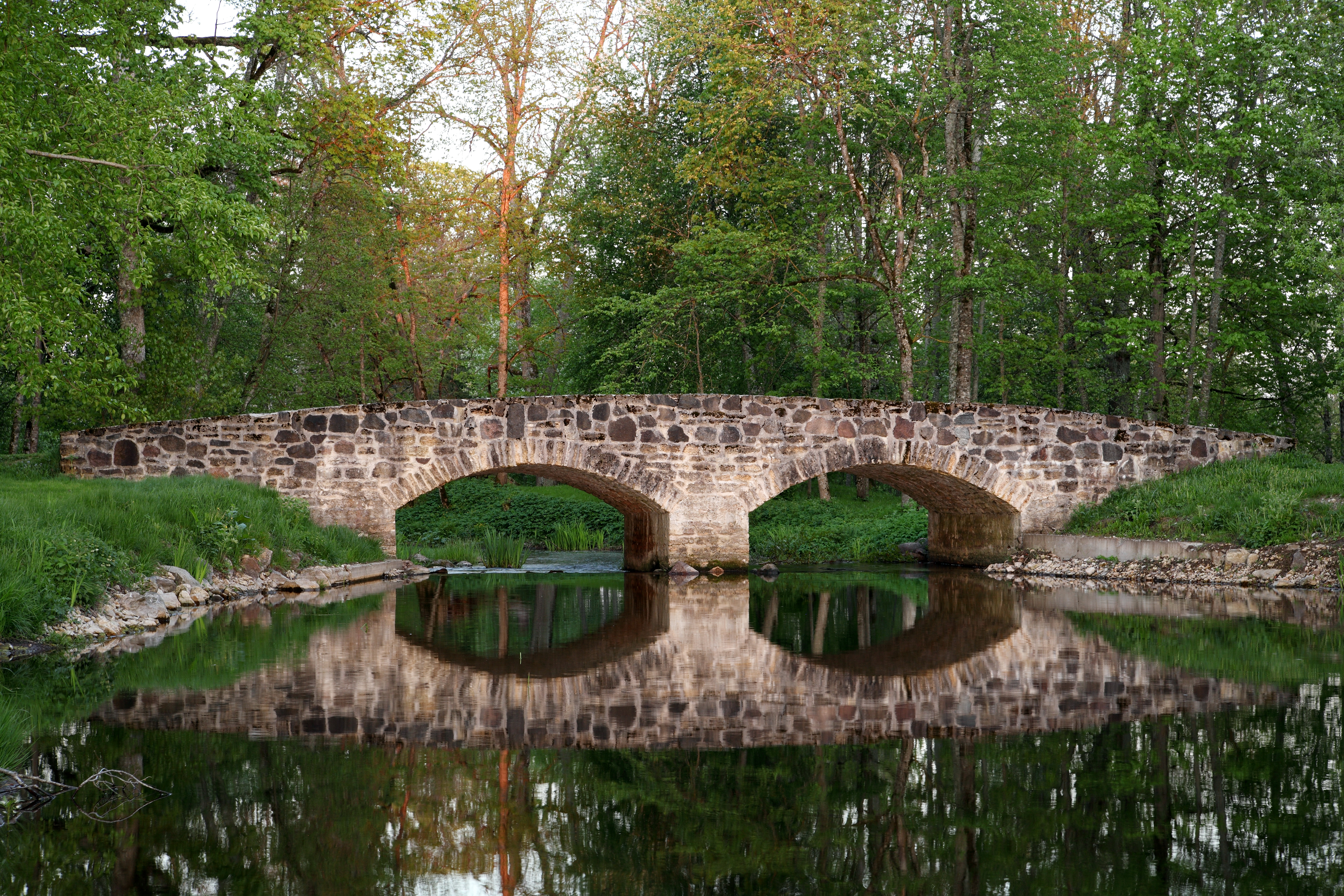
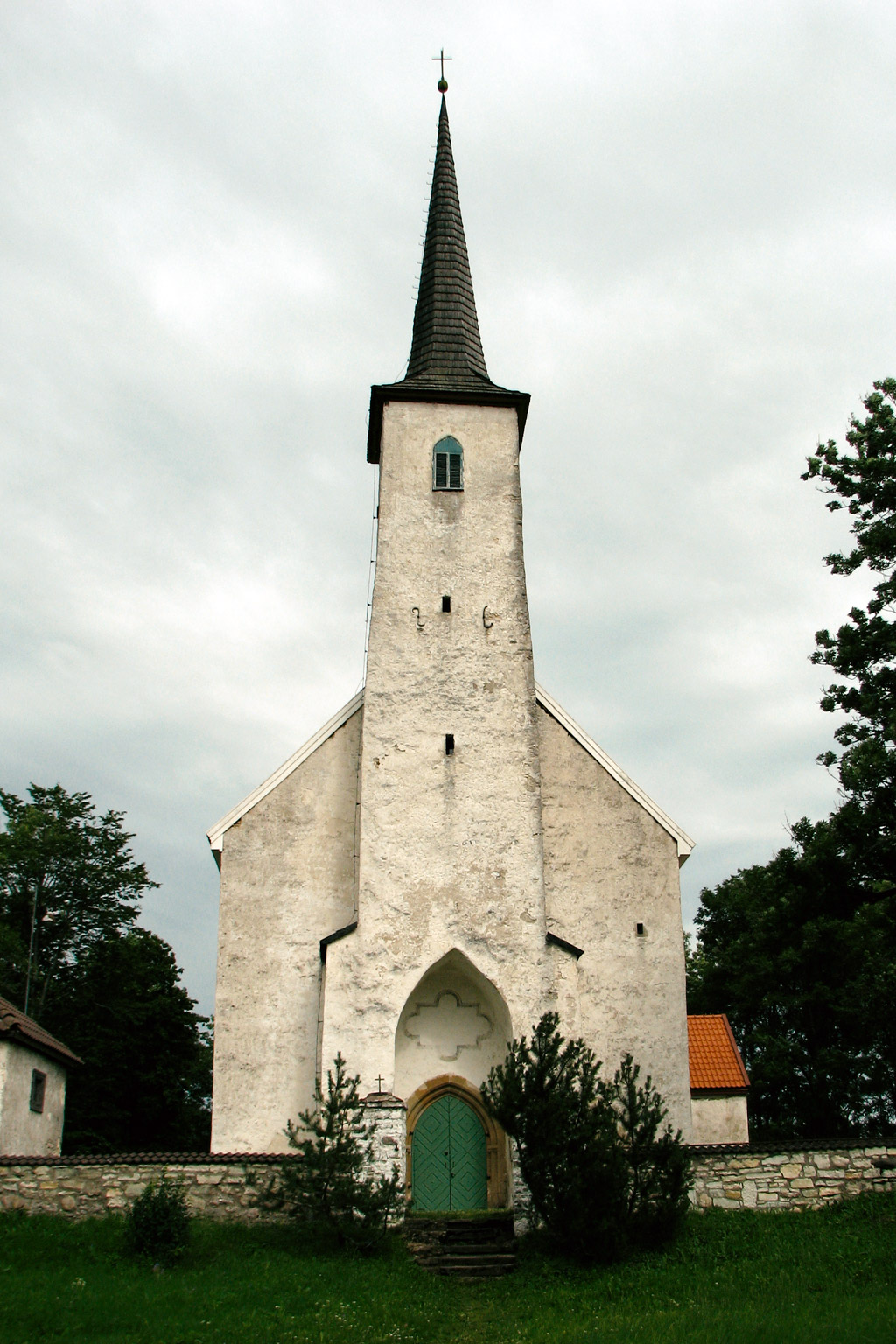
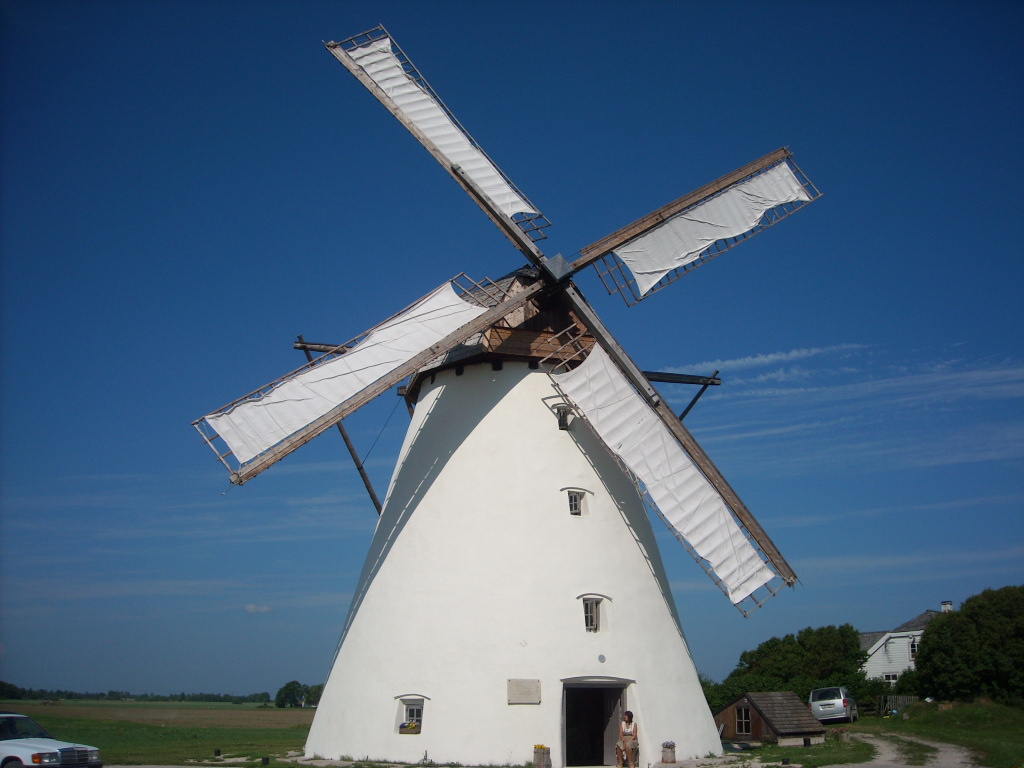
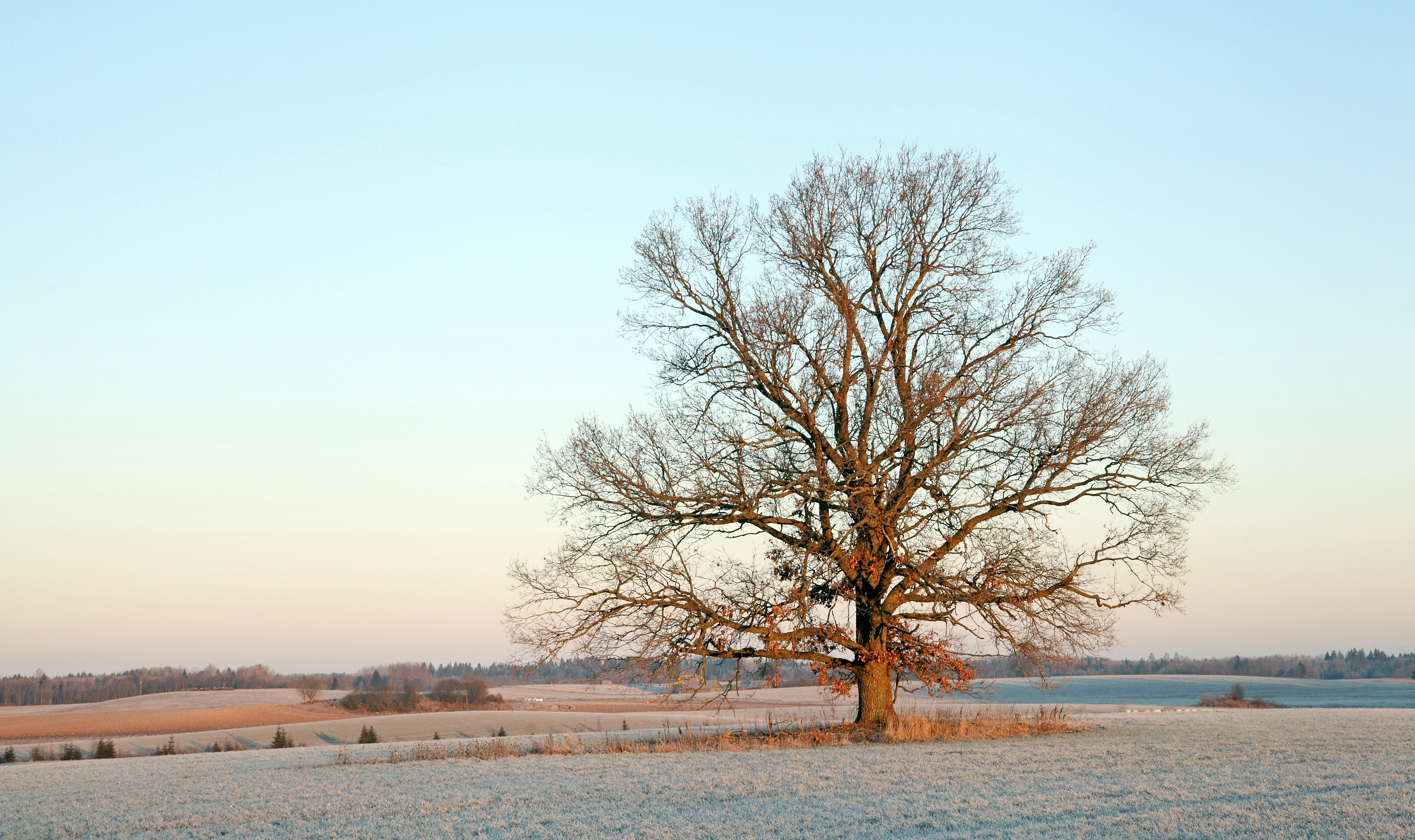
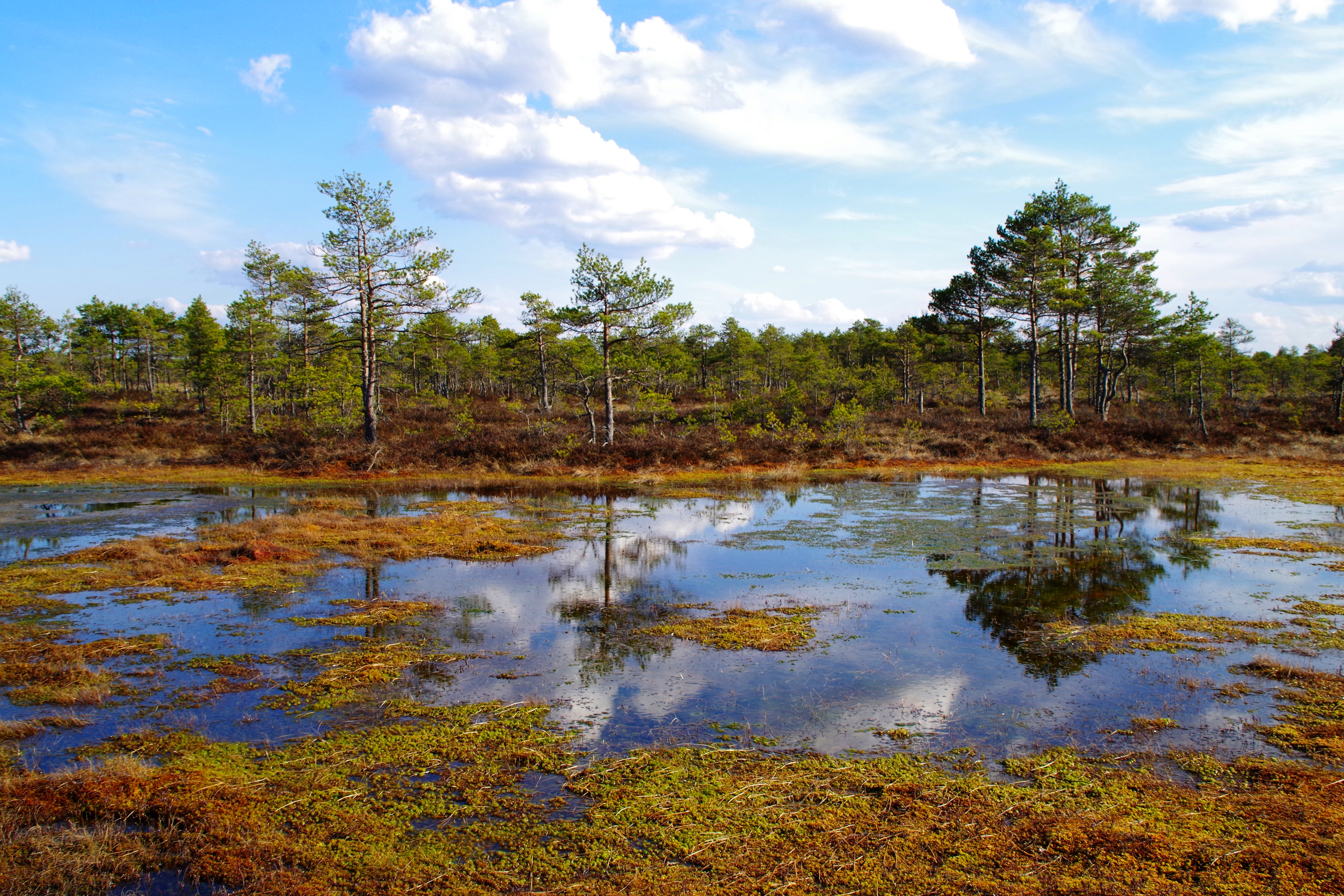